# 토크멘터리 전쟁사
《토크멘터리 전쟁사》는 2016년 6월 8일부터 2020년 4월 22일까지 국방TV에서 방송했던 전쟁사 관련 교양 · 토크 쇼 · 다큐멘터리 텔레비전 프로그램이다. 

## 개요
고대부터 현재에 이르는 인간의 역사 중에서 전쟁사 위주로 주제를 선택하여 “인물”과 “무기”에 대해서도 이야기하는 밀리터리 콘텐츠이다. 방송형식은 50분, 주 1회 총 31주 방송이다. 제작 형태는 크로마키 스튜디오 녹화이고, 구성형식은 토크와 다큐멘터리를 혼합한 종합구성이다.
진행은 방송인 허준과 방송인 윤지연이 맡았으며, 역사학자 임용한과 밀리터리 콘텐츠 전문기자 이세환이 주요 패널로 출연하였다. 다른 전문가 패널이 출연하는 경우도 있었다.
- 남정옥(6.25 전쟁 편만 출연)
- 양욱(걸프 전쟁 편만 출연)
- 한시준, 이민호(3.1 운동 편만 출연)

## 종영
2020년 4월 22일 방송을 끝으로 갑작스럽게 종영되어 애청자들의 반발을 샀다. 국방홍보원 측은 정기 개편에 따른 것으로 정치적 이슈와는 무관하다고 해명하고, 군사정보 프로그램의 확대 개편을 준비 중이라고 밝혔다.

## 방영 일시
- 수요일 저녁 8시 00분[5]

## 같이 보기
- 뉴스멘터리 전쟁과 사람